# Fellingsbro församling
Fellingsbro församling är en församling i Bergslagens kontrakt, Västerås stift. Församlingen ligger i Lindesbergs kommun och ingår i Näsby-Fellingsbro pastorat. 

## Administrativ historik
Församlingen har medeltida ursprung. 1922 utbröts Fellingsbro norra församling med Spannarboda kyrka, som återgick 1992.  Församlingen utgjorde till 2014 ett eget pastorat utom för tiden mellan 1922 och 1992 då den var moderförsamling i pastoratet Fellingsbro och Fellingsbro norra.  Från 2014 ingår församlingen i Näsby-Fellingsbro pastorat.

## Kyrkoherdar
| Ämbetstid | Namn                            | Levnadstid | Övrigt                          |
| --------- | ------------------------------- | ---------- | ------------------------------- |
| 1396      | Petrus                          |            |                                 |
| 1440      | Andreas Arwastason              |            |                                 |
| 1459–1462 | Halwardus Dalekarlus            |            |                                 |
| 1489–1494 | Canutus                         |            |                                 |
| 1500      | Arwidus                         |            |                                 |
| 1517      | Olaus                           |            |                                 |
| 1529–1556 | Olaus Olai                      |            |                                 |
| 1569–1586 | Claudius Olai                   | –1589      |                                 |
| 1587–1603 | Nicolaus Jonae Helsingius       | –1603      |                                 |
| 1603–1642 | Carolus Olai Hising             | 1572–1642  |                                 |
| 1644–1669 | Carolus Caroli Hising           | 1603–1669  |                                 |
| 1671–1688 | Johannes Christ. Christierninus | 1631–1688  | Kontraktsprost.                 |
| 1690–1706 | Abraham Petri Salmonius         | 1654–1706  | Kontraktsprost                  |
| 1707–1719 | Pehr Hagelberg                  | 1658–1719  | Kontraktsprost.                 |
| 1721–1743 | Christiern Christiernin         | 1675–      | Kontraktsprost.                 |
| 1745–1756 | Jacob Strangh                   | 1697–1756  | Kontraktsprost.                 |
| 1759–1800 | Israel Acrelius                 | 1714–1800  | Kontraktsprost.                 |
| 1802–1815 | Johan Esselius                  | 1751–1815  |                                 |
| 1818–1832 | Johan Henric Engelhart          | 1759–1832  |                                 |
| 1835–1839 | Gustaf Nibelius                 | 1789–1849  | Senare biskop i Västerås stift. |
| 1841–1843 | Christopher Isac Heurlin        | 1786–1860  | Senare biskop i Växjö stift.    |
| 1843–     | Esaias Magnus Tegnér            | 1800–      |                                 |

## Organister
| Ämbetstid | Namn                    | Levnadstid | Övrigt                 |
| --------- | ----------------------- | ---------- | ---------------------- |
| 1649-     | Henrik Menscheirer      |            | Organist               |
| -1690     | Daniel                  | -1690      | Organist               |
| -1691     | Olof Hiller             |            | Organist               |
| 1691-1701 | Carl Ramselius          |            | Organist.              |
| 1701-1710 | Salomon Petri Salmonius | -1710      | Organist, klockare     |
| 1705      | Henrik Form             |            | Organist.              |
| 1710-     | Johan Norrbom           |            | Organist.              |
| 1720-     | Erik Knistedt           |            | Organist.              |
| 1720-     | Simon Berg              |            | Organist.              |
| 1722-1729 | Olof Scarander          |            | Organist.'             |
| 1730-1776 | Johan Nett              | 1711-1776  | Organist.              |
| 1773      | Gustaf Össman           |            | Vikarierande organist. |
| 1774-1809 | Johan Wassell           | 1753-1809  | Organist.              |
| 1809-1851 | Johan Gustaf Wassell    | 1790-1851  | Organist.              |
| 1852-1894 | Ferdinand Elgstrand     | 1825-1894  | Organist.              |
| 1894-1896 | Anders Petter Berglund  | 1863-      | Organist.              |
| 1896-1936 | Anders Blix             | 1865-1944  | Musikdirektör.         |
| 1936-1957 | Ossian Björklund        | 1904-      | Musikdirektör.         |

## Kyrkor
- Fellingsbro kyrka
- Spannarboda kyrka